# 陰雕
陰雕是雕刻的一种，又稱沉雕，將雕刻材質表面刻入形成凹陷，使文字或圖案凹於鉤邊下比材質平面要低的一種雕刻手法，依賴熟練和準確的技法，使線條有起迄和頓挫、深淺的效果。
陰雕技巧可廣泛用於不同材質上，諸如木雕、石雕、篆刻、竹雕、匏瓜、葫蘆等，流傳於世界各國，古埃及、古希腊和古罗马等文明之藝術品、建物都有陰雕技巧的使用，在中国、日本的寺廟、君王宮殿也運用许多陰雕艺术，著名的有中國的秦山刻石、埃及的羅塞塔石碑。